# Le fond de l'air est rouge
Scènes de la Troisième Guerre mondiale (1967-1977)
Pour plus de détails, voir Fiche technique et Distribution.
Le fond de l'air est rouge, sous-titré Scènes de la Troisième Guerre mondiale (1967-1977). est un documentaire français de 1977 réalisé par Chris Marker.

## Organisation du film
Le film est découpé en deux parties, chacune d'elles comportant deux chapitres.
- Première partie : Les Mains fragiles
  - I. Du Vietnam à la mort du Che
  - II. Mai 68 et tout ça
- Deuxième partie : Les Mains coupées
  - I. Du printemps de Prague au Programme commun
  - II. Du Chili à quoi au fait ?

## Fiche technique
- Titre français : Le fond de l'air est rouge
- Réalisation, scénario, montage : Chris Marker
- Musique : Luciano Berio
- Production : SLON-ISKRA

## Distribution
Avec les voix de :
- Laurence Cuvillier, Davos Hanich, François Maspero, Yves Montand, François Périer, Sandra Scarnati, Jorge Semprún, Simone Signoret

## Historique
Le film a été retravaillé en 1988 et réduit de 4 heures à 3 heures. Il est constitué uniquement d'images d'archives et retrace l'émergence de la nouvelle gauche et des mouvements contestataires à l'échelle du monde. En 2008, Chris Marker réalise le montage définitif, d'une durée de 3 heures.

## Résumé

### Première partie:Les Mains fragiles
La première partie présente l'importance de la guerre du Viêt Nam. Elle illustre le rôle primordial de ce conflit dans le cadre du développement et de l'affirmation des mouvements communistes au sein des pays du sud économique de la seconde moitié du XXème siècle.
Elle aborde également l'émergence de certains mouvements révolutionnaires de la "Nouvelle Gauche" dans le monde notamment via le slogan : "il faut révolutionner les révolutionnaires".
Le nom de cette première partie fait référence à la dominante étudiante de ces mouvements - les jeunes colleurs d'affiches, lanceurs de pavés, etc - qui descendent par milliers dans les capitales estudiantines du monde, ce qui donne lieu à de violents affrontements avec les forces de police. 
Parmi ces mouvements, on retrouve par exemple les Blacks Panthers et les Maoïstes, se réclamant de figures émergentes comme le Che et Mao Zedong.

### Deuxième partie:Les Mains coupées
Prenant la suite directe des événements de Mai 68, cette seconde partie s'ouvre sur ceux du Printemps de Prague, et sur ses conséquences politiques, notamment au sein du Parti Communiste français.
Vient ensuite le temps de la crise au sein de la gauche traditionnelle, au moment de la Déstalinisation, qui rejoint donc les critiques qui avaient été émises lors des mouvements étudiants. La droite traditionnelle n'est pas épargnée, avec le retrait du général De Gaulle à la suite du Référendum et la mise au point du Programme Commun de la gauche. 
À l'international, la dernière partie se concentre sur l’Amérique latine, avec la figure de Fidel Castro,  Salvador Allende et l'expérience socialiste chilienne puis le Coup d'Etat d'Augusto Pinochet le 11 septembre 1973. 
La conclusion, modifiée a posteriori, offre un point de vue distancié vis-à-vis du premier montage de 1977, observant comment le monde a changé dans les années 1990 avec l'implosion du communisme et la victoire du capitalisme, ainsi que l'évolution des figures de la Nouvelle Gauche "entraînées dans le même tourbillon". 